# Rio Mutuacá
O Rio Mutuacá é um rio brasileiro que banha o estado do Amapá.